# Rzeczyca (powiat polkowicki)
Rzeczyca – wieś w Polsce położona w województwie dolnośląskim, w powiecie polkowickim, w gminie Grębocice.

## Podział administracyjny
W latach 1975–1998 miejscowość należała administracyjnie do województwa legnickiego.

## Zabytki
Do wojewódzkiego rejestru zabytków wpisane są:
- kościół parafialny pw. św. Jadwigi
- cmentarz przykościelny
- park dworski, z końca XIX w.

### Kościół parafialny pw. św. Jadwigi
Ceglany, jednonawowy kościół gotycki wzniesiony około 1500 roku, do 1654 był świątynią ewangelicka. W 1654 roku został odbudowany po pożarze. W 1773 i 2003 przeprowadzono kolejne remonty. We wschodniej części kościoła znajduje się kaplica rodziny von Niebelschütz. W świątyni znajdują się płyty nagrobne Oswalda von Falkenhana i dwójki dzieci z tej samej rodziny.